# Freddie Aguilar
Freddie Aguilar, de nombre completo Ferdinand Aguilar y Pascual (Isabela, 5 de febrero de 1953-Ciudad Quezon, 27 de mayo de 2025), fue un músico, cantante y compositor filipino del género rock. Estudió ingeniería eléctrica en el instituto tecnológico de De Guzmán, pero no acabó el curso. 
Su versión de la canción patriótica Bayan Ko ("mi patria", en filipino) se convirtió en bandera contra el régimen de la dictadura de Ferdinand Marcos durante la rebelión de 1986; y su canción Kumusta ka ("¿cómo estás, mi amor?") ha llegado a convertirse en un himno para aquellos filipinos que están fuera de su país La canción que le dio fama mundial, no obstante, es Anak (palabra filipina o tagala que significa hijo). Fue editada en cincuenta y seis países y veintiséis idiomas y vendió treinta millones de copias; la revista Billboard la clasificó como el número dos en su lista de los 100 hits mundiales de los años 1980.

## Discografía
| Año  | Título                                                    | Etiqueta      |
| ---- | --------------------------------------------------------- | ------------- |
| 1967 | Ngayon                                                    | Aguilar Music |
| 1974 | Kasaysayan Ni Ka Freddie Aguilar                          | Aguilar Music |
| 19?? | The Best of Freddie Aguilar Live! (with the Watawat Band) | Aguilar Music |
| 1994 | Anak (Special Collector's Edition)#                       | VICOR         |
| 2003 | Juan Dela Cruz                                            | Aguilar Music |

## Vida personal
En 1978, se casó con Josephine Queipo, con quien tuvo cuatro hijos: Maegan, Jonan, Isabella, and Jeriko.
El 17 de octubre de 2013, Aguilar admitió abiertamente, a pesar de la controversia siguiente, que estaba en relación con una muchacha de 16 años, Jovi Gatdula Albao (nombre musulmán Sittie Mariam), con planes de matrimonio, e intenciones de tener hijos.
El 22 de noviembre de 2013, Aguilar, se casó con su novia bajo rito musulmán en Buluán. Aguilar se había convertido al islam seis meses antes, para poder casarse con una chica de dieciséis años. Su nombre musulmán es Abdul Farid.